# Zekeriya Güçlü
Zekeriya Güçlü (ur. 24 kwietnia 1972, zm. 20 lutego 2010) – turecki zapaśnik walczący w stylu wolnym. Mistrz świata w 1997. Brązowy medalista mistrzostw Europy w 2002. Triumfator igrzyskach śródziemnomorskich w 1997 i 2001, a także igrzysk wojskowych w 1995. Wygrał uniwersyteckie MŚ w 2000; drugi w 1998 i trzeci w 1996. Drugi w Pucharze Świata w 1994 i piąty w 1992. Mistrz świata juniorów w 1990 roku.